# Roter Turm (Trier, Konstantinplatz)

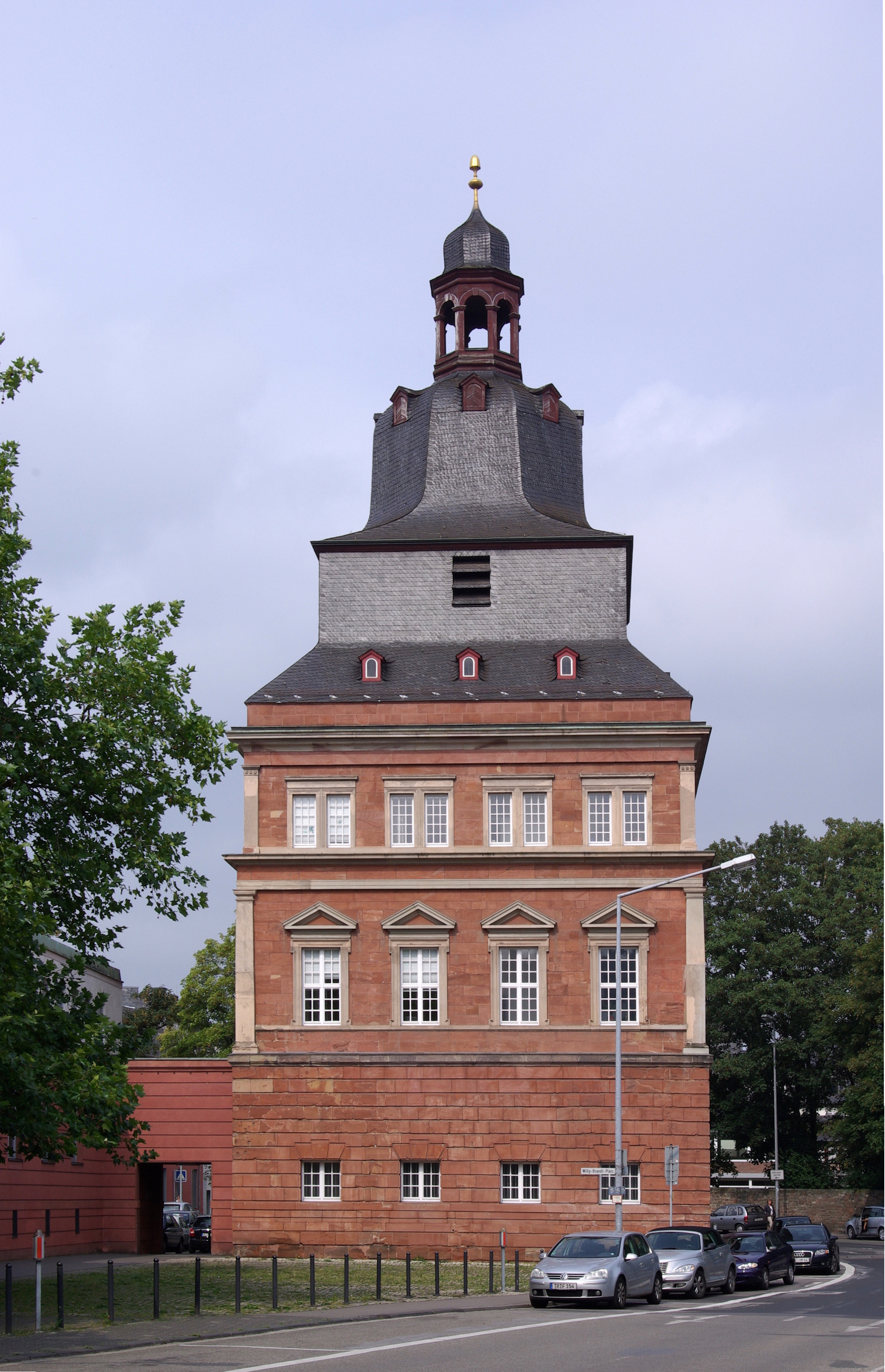
Der Rote Turm

Der Rote Turm ist ein Bauwerk und Teil des Kurfürstlichen Palais in Trier in Rheinland-Pfalz.
Er befindet sich im Stadtbezirk Trier-Mitte/Gartenfeld.
Der Rote Turm wurde als Teil des Niederschlosses 1647 gebaut.
Philipp Christoph von Sötern war zu dieser Zeit Kurfürst in Trier.
Um 1830 wurde der Rote Turm um ein Stockwerk erhöht.
Der Rote Turm dient seit 1968, als er wieder eine barocke Dachhaube erhielt, als Glockenturm für die Konstantinbasilika. Der Rote Turm dient als Dienstgebäude der Aufsichts- und Dienstleistungsdirektion Rheinland-Pfalz. Hier ist die Obere Flurbereinigungsbehörde untergebracht. 